# 感情暫存檔
〈感情暫存檔〉（英語："Save as Draft"）是美國歌手凱蒂·佩芮演唱的一首歌曲，出自其第5張專輯《见证》。這首歌曲于2017年6月26日由國會唱片發行至美國成人當代電台，來作爲專輯中唯一的宣傳單曲。這首歌曲由凱蒂·佩芮、諾米·鮑、第戎·麥克法蘭、尼古拉斯·奧迪諾、路易斯·休斯和其製作人意樂·洛埃尔夫共同創作。〈感情暫存檔〉是一首中速的强力情歌，歌詞警告不要向前任妥協。
〈感情暫存檔〉發行后獲得了主流樂評褒貶不一的評價。樂評人讚賞歌曲創作題材中的感情和新觀念，但同時认为它是《見證》所收錄曲目中的中下之作。這首歌曲還被樂評人拿來與歌手山姆·史密斯、提姆巴蘭和蘿兒的作品做比較。〈感情暫存檔〉在美國《告示牌》的當代成人和成人四十強單曲榜分別排在第14和19名。歌曲有在見證：巡回演唱會和四天的YouTube現場直播凱蒂·佩芮現場演唱會：見證世界距離演出。

## 錄製和發行
〈感情暫存檔〉由凱蒂·佩芮、諾米·鮑、第戎·麥克法蘭、尼古拉斯·奧迪諾（Nicholas Audino）、路易斯·休斯（Lewis Hughes）和意樂·洛埃尔夫（Elof Loelv）創作，而意樂·洛埃尔夫為唯一製作人；馬克斯·馬丁則作爲演唱部分製作人。〈感情暫存檔〉是佩芮第5張專輯《见证》的第13首歌曲。這首歌曲于2017年6月26日由國會唱片發行至美國成人當代電台來作爲專輯中的第4首單曲。這首歌曲在16個電台同時播放，與歌手凱莎的〈祈禱〉并列該周第一。

## 詞曲
〈感情暫存檔〉是一首融合了「新鮮」製作的中速强力情歌和在技術上運用了隱喻。佩芮在接受狄萊拉·雷内（Delilah Rene）播客《與狄萊拉的討論會》（Conversations with Delilah）的訪問時說這首歌曲是警告不要向前任妥協：「我曾經让關係處於周而復始的循環，（就是）有很多次你可以、想要或應該（發送短信）讓這段關係死灰復燃，而有時你只需寫下內容，從不發出去（……）這就像不斷練習，一種情感宣洩的練習。」佩芮接著說：「我喜歡寫草稿，然後慢慢思考（該不該發）。因爲對我來説，我的情緒在晚上會很强烈，而第二天早晨當我起床時我會像『哦！我非常高興我並沒有發送出去！我不需要這樣子也能度過一天』。」根據這場訪問的表現，《赫芬顿邮报》的布蘭妮·王（Brittany Wong）將佩芮稱爲「分手大師」，並寫道：「講真的，如果凱蒂·佩芮打算寫一本如何脫離心碎感覺的自助書，我們一定會買。」
在〈感情暫存檔〉的評論中，耶洗別（Jezebel）的波比·芬格爾（Bobby Finger）認爲這首歌曲是在寫部落格，而佩芮「想要為難以滿足、充滿激情和變幻莫測的觀衆提供滿意内容（而感到）痛苦」，并且「呈現出因害怕招來仇恨和誤會，所以洩氣地寫下你從未發表過的部落格的行為」。芬格爾接著說道佩芮最終「打算在公衆面前隱藏她的真實樣子」。《娛樂周刊》的凱文·歐唐內爾（Kevin O'Donnell）認爲〈感情暫存檔〉展示了「適時思考住在數位世界的不幸」。歌曲的歌詞中「I don't fuck with change, but lately I've been flipping coins a lot」（大意：我不在乎改變，但最近我一直搞不定）和「I struggle, I juggle, I could just throw a line to you / But I should let sleeping dogs lie / 'Cause I know better, baby / I write it, erase it, repeat it, but what good will it do to reopen the wound?」（大意：我不斷地掙扎，我不斷地應付，我只想給你發段信息/但是我應該讓其保持現狀/因爲我知道怎樣做更好，寶貝/我寫下並擦掉，但是重揭傷疤又有什麽好處呢？）佩芮用幾乎氣腔，且呼出聽得到的呼吸聲唱道：「So I take a deep breath / And I save as draft」（大意：所以我深呼吸，而我將感情暫時存檔）

## 反響和推廣

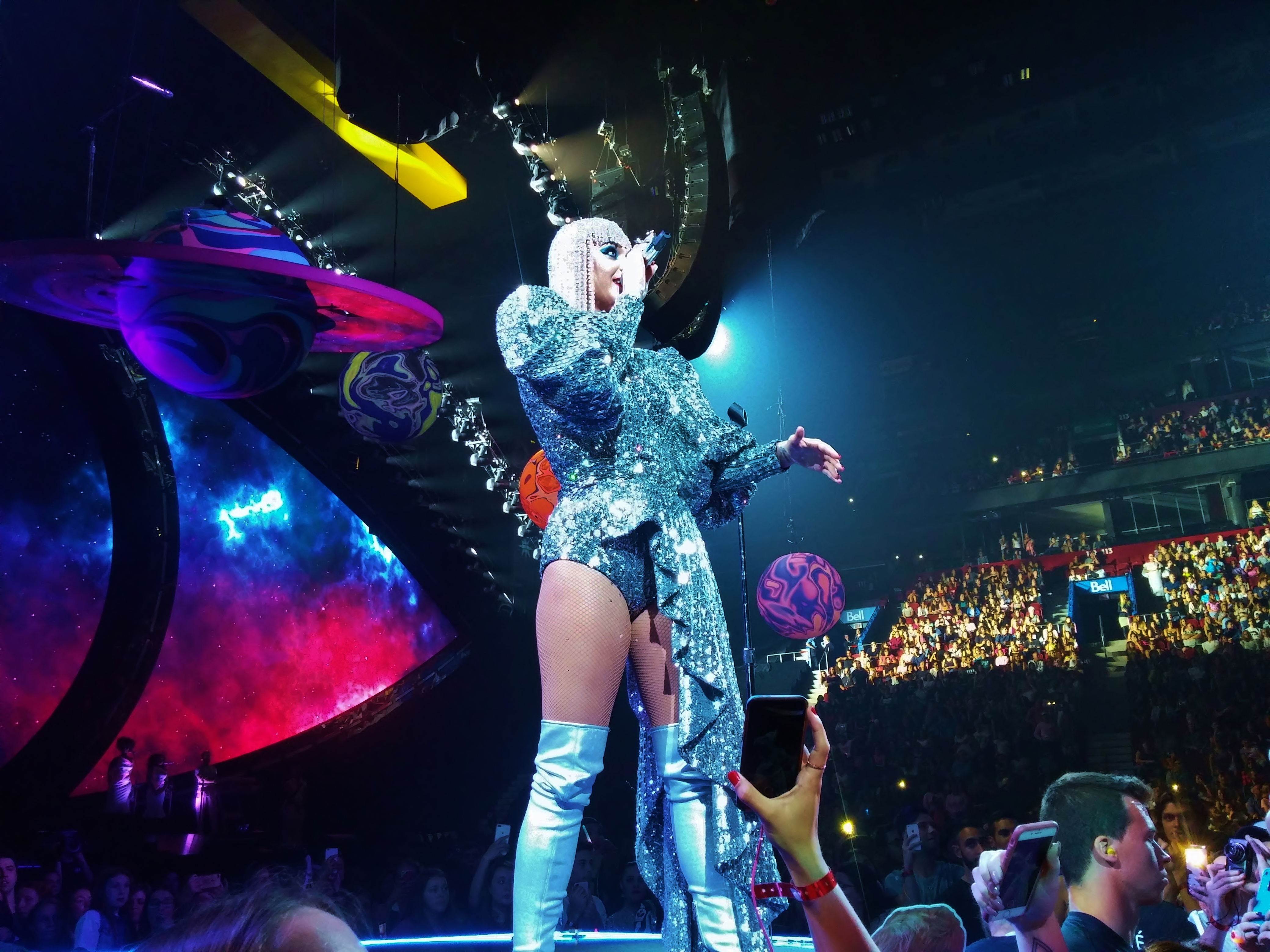
佩芮在加拿大蒙特婁的貝爾中心見證巡回演唱會期間表演〈感情暫存檔〉。

〈感情暫存檔〉發行后獲得了主流樂評褒貶不一的評價。耶洗別的波比·芬格爾稱這首歌曲的副歌部分很「動人」，並為文章最後寫道「哇，我在抽泣」。《前音後果》的雷恩·格雷夫斯（Wren Graves）認爲這首歌曲是《見證》中最棒的結尾歌曲之一，且寫道：「（它）用21世紀（的全新製作來）圍著以前想念前任的愛哭鬼（題材）旋轉」。Idolator的麥克·沃斯（Mike Wass）雖然稱題材「令人產生共鳴，而這首歌曲應該可以滿足粉絲和希望多點素材的電台廣播員」，但還是給這首歌曲褒貶不一的評價。《綜藝》的克里斯·威廉（Chris Willman）同樣認爲〈感情暫存檔〉是一個「混合包」。《滾石》的克里斯多福·R·溫加騰（Christopher R. Weingarten）將歌曲與山姆·史密斯作品作出負面比較，而其他出版物認爲它與提姆巴蘭和共和世代的很相像，而素材方面則有蘿兒的氣息。在商業上，〈感情暫存檔〉于2017年8月5日在《告示牌》的當代成人單曲榜排在第14名，并在該榜單逗留了16周。而于2017年8月26日在成人四十強單曲榜排在第19名，並逗留了10周。
佩芮在一些現場演唱會中表演〈感情暫存檔〉。她在見證：巡回演唱會的一些特定日子演唱了這首歌曲，通常她是在演唱完專輯曲目中相同類型的情歌後才演唱此曲。佩芮還在四天YouTube的現場直播凱蒂·佩芮現場演唱會：見證世界距離演唱此曲，並于2017年6月24日在英國索美塞特郡皮爾頓附近的格拉斯顿伯里当代表演艺术节，以及于6月30日在英國電台Kiss用原聲的形式表演。

## 參與名單
人員名單來自《見證》專輯内頁。
錄製地點
- 瑞典斯德哥爾摩MXM工作室和加州柏本克安可工作室（Encore Studios）錄製
- 維吉尼亞州維珍尼亞海灘混音之星工作室（MixStar Studios）混音

人員
- 凱蒂·佩芮 – 聲樂、詞曲創作
- 諾米·鮑 – 詞曲創作
- 第戎·麥克法蘭 – 詞曲創作
- 尼古拉斯·奧迪諾 – 詞曲創作
- 路易斯·休斯 – 詞曲創作
- 意樂·洛埃尔夫 – 詞曲創作、製作
- 馬克斯·馬丁 – 聲樂製作

## 榜單成績
| 排行榜（2017年）                   | 排名 |
| ---------------------------------- | ---- |
| 美國（《告示牌》當代成人單曲榜）   | 14   |
| 美國（《告示牌》成人四十強單曲榜） | 19   |

| 排行榜（2017）                   | 排名 |
| -------------------------------- | ---- |
| 美國（《告示牌》當代成人單曲榜） | 45   |

## 發行歷史
| 國家 | 日期          | 形式         | 廠牌 |
| ---- | ------------- | ------------ | ---- |
| 美國 | 2017年6月26日 | 成人當代電台 | 國會 |